# Egyenes vonalú egyenletes mozgás

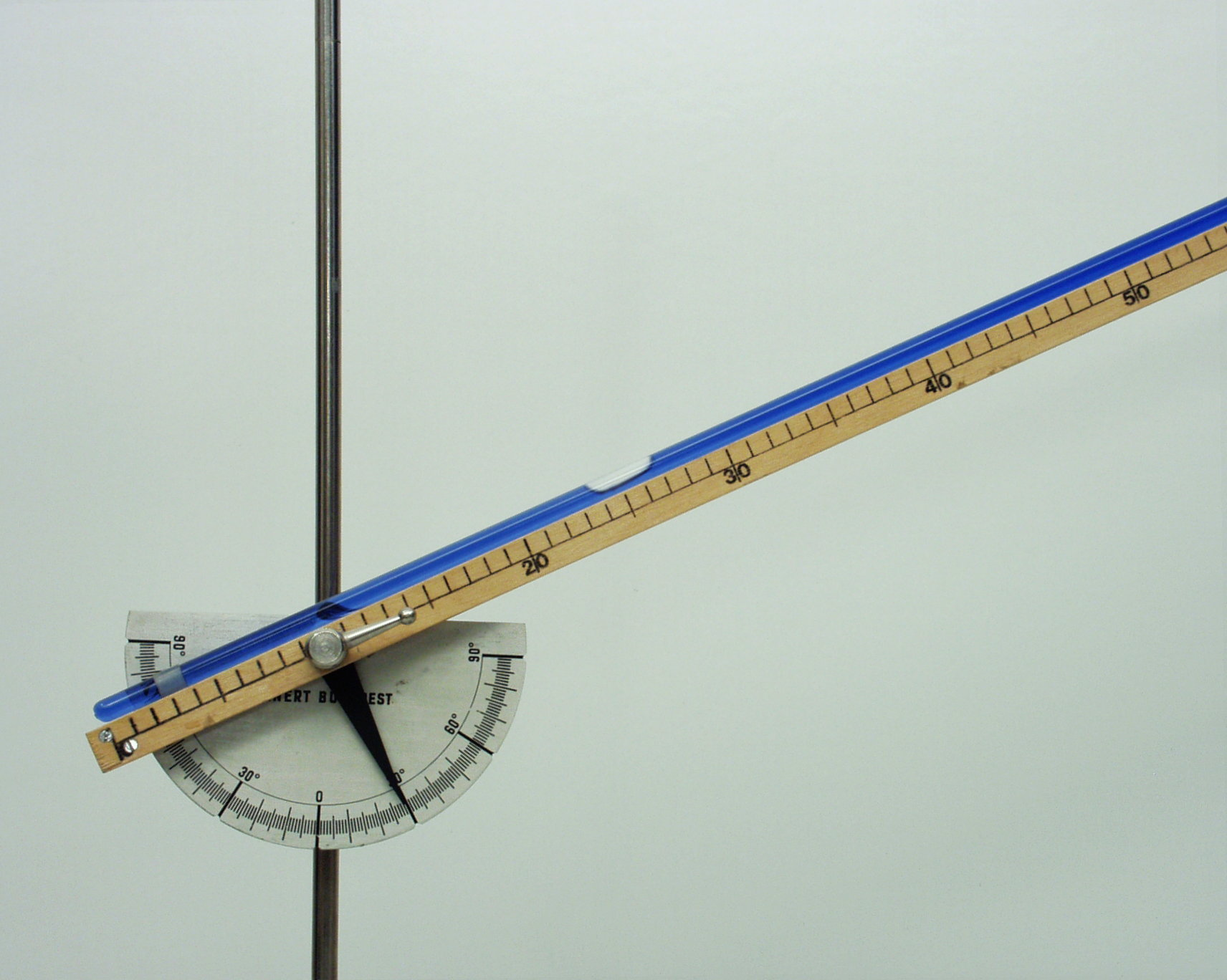
A Mikola-csőben mozgó buborék egyenes vonalú egyenletes mozgást végez

Az egyenes vonalú egyenletes mozgás a kinematika tárgykörébe tartozó legegyszerűbb mozgásforma.
Jellemzője, hogy a test egyenes pályán, változatlan irányban úgy mozog, hogy egyenlő időközök alatt egyenlő útszakaszokat fut be, bármilyen kicsik is ezek az időközök. A test által megtett s út és a megtételéhez szükséges t idő egyenesen arányosak, azaz hányadosuk állandó. Ezt a hányadost a test sebességének (v) nevezzük.
{\displaystyle v={\frac {s}{t}}}
A sebesség-idő grafikon a vízszintes t-tengellyel párhuzamos egyenes, a grafikon alatti terület a test által megtett út.
Az elmozdulás-idő grafikon egyenes, melynek meredeksége a test sebessége. Az út-idő grafikon az origóból kiinduló, az előzővel párhuzamos egyenes.
Egyenes vonalú egyenletes mozgást végez például egy vízzel töltött, a vízszintessel szöget bezáró üvegcsőben (Mikola-cső) levő légbuborék.
Az egyenes vonalú egyenletes mozgást végző (vagy nyugalomban levő) pontszerű test kölcsönhatás hiányában nem változtatja meg mozgásállapotát (Newton 1. axiómája), ezt a tulajdonságot tehetetlenségnek nevezzük. Ugyancsak egyenes vonalú egyenletes mozgást végez a pontszerű test akkor, ha a rá ható erők vektori összege nulla.

## Lásd még
- Sebesség